# Summer Night City
Singles de ABBA
Eagle / Thank You for the Music
(1978) Chiquitita
(1979)
Clip vidéo
[vidéo] « Summer Night City », sur YouTube
Summer Night City est une chanson du groupe de pop suédois ABBA, sortie en single le 6 septembre 1978.
La chanson devait à l'origine être le premier single du prochain album du groupe, Voulez-Vous, mais n'a finalement pas été incluse. Cependant, elle apparaît comme une piste bonus sur la réédition en CD de 1997.

## Thème de la chanson
La chanson a été écrite par Benny Andersson et Björn Ulvaeus en hommage à leur ville natale, Stockholm.

## Classements
| Classement (1978)                      | Meilleure position |
| -------------------------------------- | ------------------ |
| Suisse (Schweizer Hitparade)           | 5                  |
| Allemagne (Media Control AG)           | 6                  |
| Autriche (Ö3 Austria Top 40)           | 18                 |
| Pays-Bas (Single Top 100)              | 10                 |
| Belgique (Flandre Ultratop 50 Singles) | 3                  |
| Suède (Sverigetopplistan)              | 1                  |
| Norvège (VG-lista)                     | 3                  |
| Nouvelle-Zélande (RMNZ)                | 37                 |
| Royaume-Uni (UK Singles Chart)         | 5                  |